# Lôi Thủy Giải
Quẻ Lôi Thủy Giải, đồ hình:|:|:: còn gọi là quẻ Giải (解 xie4), là quẻ thứ 40 trong Kinh Dịch.
- Nội quái là ☵ (:|: 坎 kan3) Khảm hay Nước (水).
- Ngoại quái là ☳ (|:: 震 zhen4) Chấn hay Sấm (雷).

Giải nghĩa: Tán dã. Nơi nơi. Làm cho tan đi, như làm tan sự nguy hiểm, giải phóng, giải tán, loan truyền, tuyên truyền, phân phát, lưu thông, ban rải, ân xá. Lôi vũ tác giải chi tượng: tượng sấm động mưa bay.